# سایمون کوپر
سایمون کوپر نویسندهٔ بریتانیایی است. او از سال ۱۹۹۴ برای «فایننشال تایمز» کار می‌کند.
او انگلیسی است اما به همراه همسر و سه فرزندش در پاریس زندگی می‌کند.
کوپر در اوگاندا از والدینی اهل آفریقای جنوبی متولد شد و در کودکی به لیدن در هلند نقل مکان کرد، جایی که پدرش، آدام کوپر، مدرس دانشکدهٔ انسان‌شناسی دانشگاه لیدن بود. او همچنین در آفریقای جنوبی (برای فرار از زمستان‌های هلندی)، استنفورد، کالیفرنیا، برلین و لندن زندگی می‌کرد. او در دانشگاه آکسفورد در رشته تاریخ آلمان تحصیل کرد و در دانشگاه هاروارد پذیرفته شد. او اکنون با خانواده‌اش در پاریس زندگی می‌کند. او در سال ۱۹۹۴ با کتاب «فوتبال علیه دشمن»، که بعدها در ایالات متحده به عنوان «فوتبال علیه دشمن» منتشر شد جایزهٔ کتاب ورزشی سال ۱۹۹۴ را به دست آورد. او همچنین برای روزنامه‌های آبزرور و گاردین نوشته‌است و در حال حاضر یک ستون‌نویس ورزشی فایننشال تایمز است.